# Agua de Cueva
Agua de Cueva är en ort i Mexiko.   Den ligger i kommunen Eloxochitlán de Flores Magón och delstaten Oaxaca, i den sydöstra delen av landet, 270 km sydost om huvudstaden Mexico City. Agua de Cueva ligger 1 534 meter över havet och antalet invånare är 283.
Terrängen runt Agua de Cueva är kuperad åt sydväst, men åt nordost är den bergig. Runt Agua de Cueva är det tätbefolkat, med 369 invånare per kvadratkilometer. Närmaste större samhälle är Huautla de Jiménez, 6,7 km sydost om Agua de Cueva. I omgivningarna runt Agua de Cueva växer i huvudsak städsegrön lövskog.